# True Kings of Norway
True Kings of Norway — збірка, що включає п'ять ранніх мініальбомів відомих норвезьких блек-метал груп: Emperor, Immortal, Dimmu Borgir, Ancient, Arcturus. Була випущена у 2000 році лейблом Spikefarm Records.
Видання є CD диском в упаковці типу диджипaк з тисненою обкладинкою. У буклеті, що додається до диска, наведена карта Норвегії, на якій показано в яких групах був той чи інший учасник з представлених у збірнику груп.
В одному з інтерв'ю Iscariah, який був на той момент басистом гурту Immortal, негативно відгукнувся про цей диск. За його словами, музиканти сильно розлютилися, дізнавшись про його вихід, оскільки видавець навіть не проінформував групу і не отримав дозволу на включення їхнього мініальбому до збірки. Крім того, на думку музиканта, подібні збірки руйнують саму цього мініальбому.